# サクラブ
「サクラブ」（さくらぶ）は、Julietの9枚目のシングル。2011年4月13日発売された。

## 概要
- 前作から約4ヶ月ぶりとなるシングル作品。

## 収録曲
1. サクラブ -桜、散る-　
  - 作詞：Maiko Hami／作曲：t.e.r.u
2. サクラブ -桜、咲く- 
  - 作詞：Maiko Hami／作曲：イワツボコーダイ／編曲：Asiatic Orchestra／ストリングスアレンジ：Yasuko Murata
3. サクラブ -桜、散る- (Instrumental)

## DVD（初回限定盤）収録内容
1. サクラブ -桜、散る- (Music Video)
2. サクラブ -桜、散る- （Music Video メイキング）